# Joaquín Correa
Carlos Joaquín Correa (Juan Bautista Alberdi, 13 agosto 1994) è un calciatore argentino, attaccante del Botafogo. Con la nazionale argentina è diventato campione del Sud America nel 2021.
Ha esordito tra i professionisti con l'Estudiantes, dove ha militato dal 2011 al 2015, prima di trasferirsi alla Sampdoria. Dopo una stagione e mezza con i blucerchiati, passa al Siviglia. Nell'estate 2018 torna in Italia per giocare con la Lazio, con cui in tre stagioni vince una Coppa Italia (2018-2019) e una Supercoppa italiana (2019). Dopo tre stagioni con i biancocelesti, nel 2021 passa all'Inter, con cui vince due Coppe Italia (2021-2022 e 2022-2023) e due Supercoppe italiane (2021 e 2022).
Con la nazionale argentina ha partecipato a un'edizione della Copa América (2021), vincendo la competizione.

## Caratteristiche tecniche
Soprannominato El Tucu, gioca prevalentemente come seconda punta e può essere schierato anche come ala sinistra e trequartista. Dotato di grandi capacità coordinative e di una ottima elasticità e visione di gioco, è anche in possesso di una buona tecnica individuale; possiede un buon dribbling e un controllo di palla elegante. Riesce a calibrare i passaggi con molta precisione ed è in grado di cambiare passo con facilità (possiede infatti buona rapidità nel contropiede a campo aperto).

## Biografia
Soprannominato El Tucu ("il tucumano"), è stato paragonato ai suoi connazionali Juan Sebastián Verón e Javier Pastore.
Il 30 giugno 2023 ha sposato Chiara Casiraghi, figlia dell'ex calciatore Pierluigi Casiraghi.

## Carriera

### Club

#### Gli inizi, Estudiantes

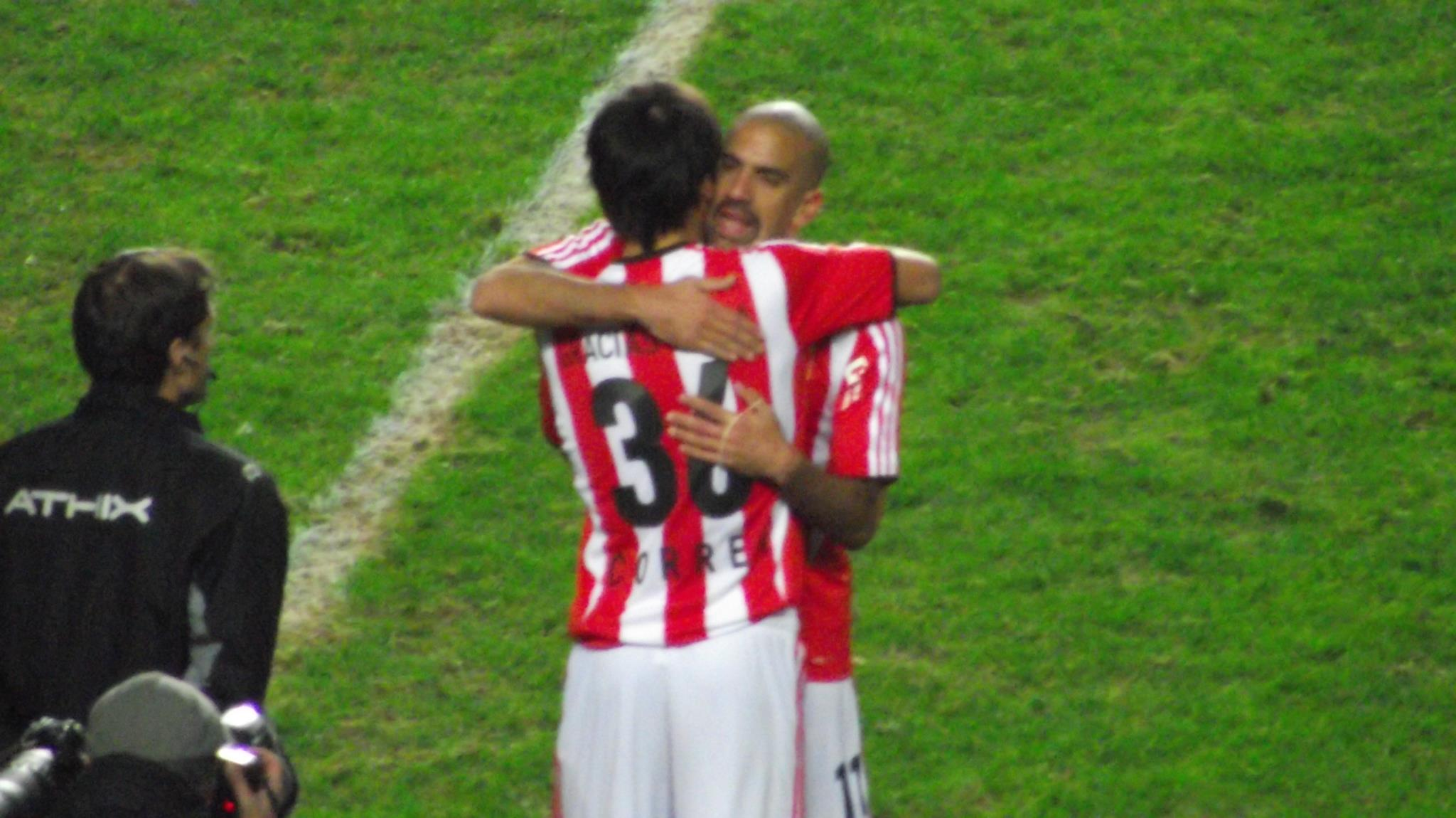
Correa e Verón all'Estudiantes (LP) nel 2012

Dopo due brevi esperienze nelle giovanili del River Plate e del Renato Cesarini, Correa entra a far parte del settore giovanile dell'Estudiantes. Il 19 maggio 2012, a soli 17 anni, esordisce in prima squadra nella sfida Banfield-Estudiantes 0-3, nella quale subentra all'82º minuto a Duván Zapata.
Il 15 giugno 2013, a San Juan, compie l'esordio dal primo minuto nella partita contro il San Martín, persa dai Los Pincharratas per 2-0, giocando gli interi 90 minuti del match. Il primo gol in Primera Division lo realizza il 23 marzo 2014 in Vélez Sarsfield-Estudiantes 1-1. L'argentino va ancora in rete il 10 maggio seguente nella sfida vinta per 3-0 in casa contro il San Lorenzo.
L'esordio in Coppa Sudamericana avviene invece il 3 settembre 2014 contro il Gimnasia, sfida conclusasi per 0-0; il primo gol in questa competizione lo realizza invece il 15 ottobre nel match vinto per 2-1 contro il Peñarol. Nella Primera División 2014 realizza altre due reti: la prima il 24 agosto contro il Lanús e la seconda nella gara vinta 3-1 contro il Boca Juniors il 28 agosto seguente.

#### Sampdoria
Il 16 dicembre 2014 il sito ufficiale dell'Estudiantes comunica l'acquisto del giocatore da parte della Sampdoria per 10 milioni di dollari (cifra ridotta in seguito a 8,8 milioni di dollari). Il 9 gennaio 2015 la squadra blucerchiata ufficializza l'arrivo a titolo definitivo e la sottoscrizione di un contratto con il giocatore con scadenza giugno 2019. Correa sceglie di indossare la maglia numero 8.
Il 15 febbraio seguente esordisce in blucerchiato, giocando dal primo minuto la gara persa con il Chievo per 2-1. La stagione seguente decide di cambiare il numero di maglia e opta per la 10. Il 17 gennaio 2016 realizza il suo primo gol per la sua nuova squadra nella sconfitta 2-1 contro il Carpi. La settimana seguente segna un'altra rete, questa volta nella sconfitta 4-2 contro il Napoli. Il 31 gennaio 2016 segna il suo terzo gol consecutivo nella sconfitta per 3-2 contro il Bologna.
Complessivamente in un anno e mezzo alla Sampdoria gioca 31 presenze segnando 3 gol.

#### Siviglia
Il 10 luglio 2016 la Sampdoria comunica di aver trovato l'accordo con il Siviglia per la cessione di Correa a titolo definitivo per la cifra di 13 milioni di euro più 5 legati a una futura cessione. Nella prima stagione totalizza 34 presenze e 8 reti. Nella seconda stagione a Siviglia, gioca 39 partite in tutte le competizioni e realizza 7 gol.

#### Lazio
Il 1º agosto 2018 passa a titolo definitivo, per circa 16 milioni di euro più bonus, alla Lazio, facendo così ritorno in Italia dopo due stagioni. L'esordio arriva il 18 agosto successivo in occasione della sconfitta interna, per 1-2, contro il Napoli. Il 26 settembre segna il suo primo gol in maglia biancoceleste nella partita vinta per 2-1 contro l'Udinese. Il 24 aprile 2019 nella semifinale di Coppa Italia segna il gol che condanna il Milan all'eliminazione e vale l'approdo dei biancocelesti in finale. Il 15 maggio successivo, nella finale contro l'Atalanta, l'argentino realizza il gol del definitivo 2-0: per Correa si tratta del primo titolo vinto con la maglia della Lazio. Conclude la prima stagione con 44 presenze e 9 reti totali.
La seconda stagione in maglia biancoceleste inizia con la vittoria sulla Sampdoria per 3-0 il 25 agosto 2019, in cui l'argentino realizza la rete del momentaneo raddoppio. Il 10 ottobre successivo prolunga il suo contratto con la Lazio fino al 2024. Il 22 dicembre 2019 scende in campo da titolare nella finale di Supercoppa italiana giocata a Riad e vinta per 3-1 contro la Juventus, che gli permette di mettere in bacheca il secondo trofeo in biancoceleste. In totale gioca 35 partite e segna 10 reti.
Nella terza stagione con la Lazio, disputa 38 partite in tutte le competizioni e realizza 11 reti.

#### Inter

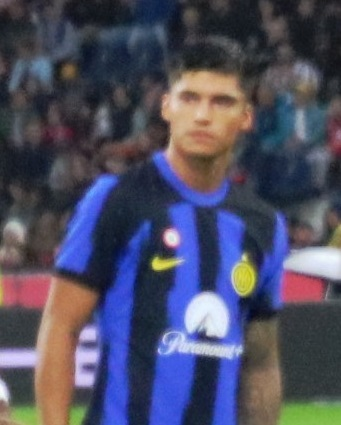
Correa in un'amichevole contro il nel 2023

Il 26 agosto 2021 viene ufficializzato il suo passaggio all'Inter in prestito oneroso per 5 milioni di euro più un milione di bonus, con obbligo di riscatto per 25 milioni di euro al verificarsi di determinate condizioni. Esordisce con la maglia nerazzurra il giorno seguente nel successo esterno per 3-1 contro il Verona in campionato, in cui realizza due reti da subentrato, regalando la vittoria all'Inter. Il 12 gennaio 2022 vince il suo primo trofeo con l'Inter, la Supercoppa italiana, battendo per 2-1 la Juventus dopo i tempi supplementari. L'11 maggio successivo si aggiudica anche la Coppa Italia, superando ancora la Juventus in finale per 4-2 dopo i tempi supplementari.
Nell'annata successiva, vince il suo terzo trofeo con l'Inter, la Supercoppa italiana, battendo il Milan per 3-0. Il 24 maggio conquista la sua seconda Coppa Italia consecutiva, la nona della storia per il club nerazzurro, grazie alla vittoria per 2-1 in finale contro la Fiorentina. Raggiunge anche la finale di Champions League, persa per 1-0 contro il Manchester City, non disputando però l'atto conclusivo del torneo.
Nonostante i trofei vinti Correa non è riuscito a incidere nel suo biennio in nerazzurro.

#### Olympique Marsiglia e ritorno all'Inter
Il 25 agosto 2023 si trasferisce all'Olympique Marsiglia in prestito per 2 milioni di euro con diritto di riscatto fissato a 10 milioni di euro, diritto che diventa obbligo in caso di qualificazione del club francese alla successiva Champions League. Debutta con i francesi il 1º settembre, in un pareggio esterno in campionato contro il Nantes (1-1). Tuttavia la sua esperienza marsigliese si rivela al di sotto delle aspettative, con l'argentino che totalizza 19 presenze totali tra campionato e coppe senza mai andare a segno. A fine stagione non viene riscattato.
Tornato nella rosa della squadra nerazzurra, il 23 novembre 2024 apre le marcature nel successo per 5-0 in casa del Verona; nella stessa gara fornisce anche due assist a Marcus Thuram e Yann Bisseck. Nel corso della stagione gioca sporadicamente, tanto che non viene neanche inserito in lista Uefa. Sarà maggiormente impiegato al termine della stagione, giocando anche titolare nel derby d’andata di coppa Italia e fornendo un assist a Hakan Çalhanoğlu. Il 23 maggio 2025 disputa la sua ultima partita con i nerazzurri in occasione della vittoria esterna per 2-0 contro il Como, dove mette a segno la seconda rete.

#### Botafogo
In scadenza di contratto con l’Inter, il 10 giugno 2025 viene ingaggiato dal Botafogo, con cui sottoscrive un accordo valido fino al 31 dicembre 2027.

### Nazionale
Il 9 dicembre 2015 viene inserito dal commissario tecnico Gerardo Martino nella lista dei pre-convocati della nazionale olimpica per i Giochi olimpici 2016. Il 25 maggio 2016 la lista viene ridotta a 35 elementi, tra i quali figura ancora Correa. Il 7 luglio seguente viene inserito nella lista dei 18 giocatori per i Giochi olimpici, ma nella lista definitiva del 14 luglio 2016 viene sostituito da Joaquín Arzura.
Il 19 maggio 2017 viene convocato per la prima volta dalla nazionale maggiore in occasione delle due amichevoli di giugno contro Brasile e Singapore. Debutta contro il Brasile il 9 giugno seguente, entrando al posto di Higuaín al 46º minuto. Pochi giorni più tardi gioca da titolare contro Singapore, realizzando la sua prima rete con la maglia dell'Albiceleste.
Convocato per la Copa América 2021, gioca tre partite nella fase dei gironi, subentrando a partita in corso in tutte e tre le occasioni. Nella finale l'Argentina batte il Brasile per 1-0 e Correa può festeggiare il primo trofeo con la sua nazionale.
Nel novembre del 2022 viene inserito dal CT Lionel Scaloni nella rosa partecipante ai Mondiali di calcio in Qatar, che verrà vinto proprio dalla nazionale argentina, ma a causa di un infortunio è costretto a saltare la manifestazione.

## Statistiche

### Presenze e reti nei club
Statistiche aggiornate al 10 giugno 2025.
| Stagione           | Squadra             | Campionato         | Campionato | Campionato | Coppe nazionali | Coppe nazionali | Coppe nazionali | Coppe continentali | Coppe continentali | Coppe continentali | Altre coppe | Altre coppe | Altre coppe | Totale | Totale |
| Stagione           | Squadra             | Comp               | Pres       | Reti       | Comp            | Pres            | Reti            | Comp               | Pres               | Reti               | Comp        | Pres        | Reti        | Pres   | Reti   |
| ------------------ | ------------------- | ------------------ | ---------- | ---------- | --------------- | --------------- | --------------- | ------------------ | ------------------ | ------------------ | ----------- | ----------- | ----------- | ------ | ------ |
| 2011-2012          | Estudiantes (LP)    | PD                 | 3          | 0          | -               | -               | -               | -                  | -                  | -                  | -           | -           | -           | 3      | 0      |
| 2012-2013          | Estudiantes (LP)    | PD                 | 8          | 0          | CA              | 2               | 0               | -                  | -                  | -                  | -           | -           | -           | 10     | 0      |
| 2013-2014          | Estudiantes (LP)    | PD                 | 26         | 2          | CA              | 3               | 1               | -                  | -                  | -                  | -           | -           | -           | 29     | 3      |
| 2014               | Estudiantes (LP)    | PD                 | 16         | 2          | CA              | 0               | 0               | CS                 | 6                  | 1                  | -           | -           | -           | 22     | 3      |
| Totale Estudiantes | Totale Estudiantes  | Totale Estudiantes | 53         | 4          |                 | 5               | 1               |                    | 6                  | 1                  |             | -           | -           | 64     | 6      |
| gen.-giu. 2015     | Sampdoria           | A                  | 6          | 0          | CI              | 0               | 0               | -                  | -                  | -                  | -           | -           | -           | 6      | 0      |
| 2015-2016          | Sampdoria           | A                  | 25         | 3          | CI              | 0               | 0               | UEL                | 0                  | 0                  | -           | -           | -           | 25     | 3      |
| Totale Sampdoria   | Totale Sampdoria    | Totale Sampdoria   | 31         | 3          |                 | 0               | 0               |                    | 0                  | 0                  |             | -           | -           | 31     | 3      |
| 2016-2017          | Siviglia            | PD                 | 26         | 4          | CR              | 4               | 3               | UCL                | 3                  | 1                  | SU+SS       | 0+1         | 0           | 34     | 8      |
| 2017-2018          | Siviglia            | PD                 | 21         | 1          | CR              | 8               | 5               | UCL                | 10                 | 1                  | -           | -           | -           | 39     | 7      |
| Totale Siviglia    | Totale Siviglia     | Totale Siviglia    | 47         | 5          |                 | 12              | 8               |                    | 13                 | 2                  |             | 1           | 0           | 73     | 15     |
| 2018-2019          | Lazio               | A                  | 34         | 5          | CI              | 4               | 2               | UEL                | 6                  | 2                  | -           | -           | -           | 44     | 9      |
| 2019-2020          | Lazio               | A                  | 30         | 9          | CI              | 1               | 0               | UEL                | 3                  | 1                  | SI          | 1           | 0           | 35     | 10     |
| 2020-2021          | Lazio               | A                  | 28         | 8          | CI              | 2               | 0               | UCL                | 8                  | 3                  | -           | -           | -           | 38     | 11     |
| Totale Lazio       | Totale Lazio        | Totale Lazio       | 92         | 22         |                 | 7               | 2               |                    | 17                 | 6                  |             | 1           | 0           | 117    | 30     |
| 2021-2022          | Inter               | A                  | 26         | 6          | CI              | 4               | 0               | UCL                | 5                  | 0                  | SI          | 1           | 0           | 36     | 6      |
| 2022-2023          | Inter               | A                  | 26         | 3          | CI              | 5               | 0               | UCL                | 9                  | 1                  | SI          | 1           | 0           | 41     | 4      |
| 2023-2024          | Olympique Marsiglia | L1                 | 12         | 0          | CF              | 0               | 0               | UEL                | 7                  | 0                  | -           | -           | -           | 19     | 0      |
| 2024-2025          | Inter               | A                  | 19         | 2          | CI              | 3               | 0               | UCL                | 0                  | 0                  | SI+Cmc      | 0           | 0           | 22     | 2      |
| Totale Inter       | Totale Inter        | Totale Inter       | 71         | 11         |                 | 12              | 0               |                    | 14                 | 1                  |             | 2           | 0           | 99     | 12     |
| giu.-dic. 2025     | Botafogo            | A/RJ+A             | -          | -          | CB              | -               | -               | CL                 | -                  | -                  | SB+RS+Cmc   | 0+0+1       | 0           | 1      | 0      |
| Totale carriera    | Totale carriera     | Totale carriera    | 306        | 45         |                 | 36              | 11              |                    | 57                 | 10                 |             | 4           | 0           | 403    | 66     |

### Cronologia presenze e reti in nazionale
| Cronologia completa delle presenze e delle reti in nazionale ― Argentina | Cronologia completa delle presenze e delle reti in nazionale ― Argentina | Cronologia completa delle presenze e delle reti in nazionale ― Argentina | Cronologia completa delle presenze e delle reti in nazionale ― Argentina | Cronologia completa delle presenze e delle reti in nazionale ― Argentina | Cronologia completa delle presenze e delle reti in nazionale ― Argentina | Cronologia completa delle presenze e delle reti in nazionale ― Argentina | Cronologia completa delle presenze e delle reti in nazionale ― Argentina |
| Data                                                                     | Città                                                                    | In casa                                                                  | Risultato                                                                | Ospiti                                                                   | Competizione                                                             | Reti                                                                     | Note                                                                     |
| ------------------------------------------------------------------------ | ------------------------------------------------------------------------ | ------------------------------------------------------------------------ | ------------------------------------------------------------------------ | ------------------------------------------------------------------------ | ------------------------------------------------------------------------ | ------------------------------------------------------------------------ | ------------------------------------------------------------------------ |
| 9-6-2017                                                                 | Melbourne                                                                | Brasile                                                                  | 0 – 1                                                                    | Argentina                                                                | Amichevole                                                               | -                                                                        | 46’                                                                      |
| 13-6-2017                                                                | Singapore                                                                | Singapore                                                                | 0 – 6                                                                    | Argentina                                                                | Amichevole                                                               | 1                                                                        | 46’                                                                      |
| 31-8-2017                                                                | Montevideo                                                               | Uruguay                                                                  | 0 – 0                                                                    | Argentina                                                                | Qual. Mondiali 2018                                                      | -                                                                        | 90+2’                                                                    |
| 5-9-2019                                                                 | Los Angeles                                                              | Cile                                                                     | 0 – 0                                                                    | Argentina                                                                | Amichevole                                                               | -                                                                        | 57’                                                                      |
| 13-10-2020                                                               | La Paz                                                                   | Bolivia                                                                  | 1 – 2                                                                    | Argentina                                                                | Qual. Mondiali 2022                                                      | 1                                                                        | 69’                                                                      |
| 3-6-2021                                                                 | Santiago del Estero                                                      | Argentina                                                                | 1 – 1                                                                    | Cile                                                                     | Qual. Mondiali 2022                                                      | -                                                                        | 46’                                                                      |
| 14-6-2021                                                                | Rio de Janeiro                                                           | Argentina                                                                | 1 – 1                                                                    | Cile                                                                     | Coppa America 2021 - 1º turno                                            | -                                                                        | 80’                                                                      |
| 18-6-2021                                                                | Brasilia                                                                 | Argentina                                                                | 1 – 0                                                                    | Uruguay                                                                  | Coppa America 2021 - 1º turno                                            | -                                                                        | 52’ 91’                                                                  |
| 21-6-2021                                                                | Brasilia                                                                 | Argentina                                                                | 1 – 0                                                                    | Paraguay                                                                 | Coppa America 2021 - 1º turno                                            | -                                                                        | 59’                                                                      |
| 2-9-2021                                                                 | San Cristobal                                                            | Venezuela                                                                | 1 – 3                                                                    | Argentina                                                                | Qual. Mondiali 2022                                                      | 1                                                                        | 62’                                                                      |
| 9-9-2021                                                                 | Buenos Aires                                                             | Argentina                                                                | 3 – 0                                                                    | Bolivia                                                                  | Qual. Mondiali 2022                                                      | -                                                                        | 62’                                                                      |
| 7-10-2021                                                                | Asunción                                                                 | Paraguay                                                                 | 0 – 0                                                                    | Argentina                                                                | Qual. Mondiali 2022                                                      | -                                                                        | 76’                                                                      |
| 10-10-2021                                                               | Buenos Aires                                                             | Argentina                                                                | 3 – 0                                                                    | Uruguay                                                                  | Qual. Mondiali 2022                                                      | -                                                                        | 75’                                                                      |
| 14-10-2021                                                               | Buenos Aires                                                             | Argentina                                                                | 1 – 0                                                                    | Perù                                                                     | Qual. Mondiali 2022                                                      | -                                                                        | 85’                                                                      |
| 12-11-2021                                                               | Montevideo                                                               | Uruguay                                                                  | 0 – 1                                                                    | Argentina                                                                | Qual. Mondiali 2022                                                      | -                                                                        | 64’                                                                      |
| 16-11-2021                                                               | San Juan                                                                 | Argentina                                                                | 0 – 0                                                                    | Brasile                                                                  | Qual. Mondiali 2022                                                      | -                                                                        | 46’                                                                      |
| 25-3-2022                                                                | Buenos Aires                                                             | Argentina                                                                | 3 – 0                                                                    | Venezuela                                                                | Qual. Mondiali 2022                                                      | -                                                                        | 64’                                                                      |
| 5-6-2022                                                                 | Pamplona                                                                 | Argentina                                                                | 5 – 0                                                                    | Estonia                                                                  | Amichevole                                                               | -                                                                        | 62’                                                                      |
| 27-9-2022                                                                | Harrison                                                                 | Argentina                                                                | 3 – 0                                                                    | Giamaica                                                                 | Amichevole                                                               | -                                                                        | 78’                                                                      |
| 16-11-2022                                                               | Abu Dhabi                                                                | Emirati Arabi Uniti                                                      | 0 – 5                                                                    | Argentina                                                                | Amichevole                                                               | 1                                                                        | 46’                                                                      |
| Totale                                                                   |                                                                          | Presenze                                                                 | 20                                                                       |                                                                          | Reti                                                                     | 4                                                                        |                                                                          |

## Palmarès

### Club
- Coppa Italia: 3

Lazio: 2018-2019
Inter: 2021-2022, 2022-2023
- Supercoppa italiana: 3

Lazio: 2019
Inter: 2021, 2022

### Nazionale
- Coppa America: 1

Brasile 2021